# Друга інформаційна революція
Друга інформаційна революція пов’язана із винаходом книгодрукування. 
Переваги друкарства в порівнянні з усіма існуючими раніше способами передачі мовної інформації полягають, по-перше, у значному полегшенні виготовлення друкованої форми, яка складається із заздалегідь підготовлених технічних елементів і деталей, по-друге, у можливості кількаразового повторного їхнього використання, по-третє, у загальному спрощенні та полегшенні всього процесу нагромадження і передачі інформації. 
Найбільш ранні відомості про технічні елементи друкарства містить т.зв. Фестський диск, знайдений археологами на о.Крит (Греція). Він датується II тисячоріччям до н.е. Диск був виготовлений із глини, на ньому поміщені невідомі нам знаки (літери), відтиснуті або проштемпельовані.
Принцип штемпелювання був відомий ще в клинописних культурах Стародавнього Сходу (Шумер, Вавилон). Для одержання відбитків друки-ролики прокочувались по сирій глині, потім піддавалися випалу.
З пізніших часів до нас дійшли відомості, що в різних регіонах у різних формах існував спосіб друкарства. Китайські літописці оповідають про коваля на ймення Бі Шен (або Пі Шень), який ще у 1041-1048 роках виготовляв літери із глини. Він ліпив глиняні брусочки, видавлював на них паличкою ієрогліфи, потім для закріплення обпалював їх на вогні. Ті ж літописи свідчать про винахід Бі Шеном складальної каси, у якій зберігались літери-брусочки. З їхньою допомогою можна було одержати кілька тисяч відбитків. Книг, видрукуваних Бі Шеном, до нас не дійшло. Подібні відомості про початок друкарства є в Тибеті, Монголії, Кореї, Японії. У Кореї навіть збереглися бронзові літери, виготовлені в XV ст. 
Історики, спираючись на музейні та архівні свідчення, висловлюють думку, що перші спроби друкарства могли бути у Візантії та Єгипті. Утруднення становить відсутність самих книг.
У Давньому Китаї при складній системі ідеографічного листа здавна існував найпростіший спосіб передачі інформації: ієрогліфічні знаки висікали на кам’яних стелах, а потім час від часу їх намазували фарбою, робили відбитки і ці відбитки (імператорських указів, різних повідомлень, інструкцій) розсилали в провінції та міста. Коли із часом ієрогліфи стали вирізати на дерев’яних дошках, відбитки стали називати ксилографією (від грец. „ксило” – дерево, „графо” – пишу). Техніка ксилографії була проста: на дерев’яній дошці вирізалося зображення (текст) у дзеркальному порядку, на рельєф наносилася фарба, накладався аркуш паперу, притискався і пригладжувався подушечкою, а потім містився під прес. Видрукувані листки склеювались, спочатку у вигляді стрічки (сувою), пізніше збирались в книжку. Аркуші, видрукувані на одній стороні, називаються анопістографічними, а на обох сторонах – опістографічними. Найдавніша в історії ксилографічна книга була виготовлена у Китаї, хоча найраніші досвіди виготовлення ксилографії відомі в Японії.
Перша ксилографічна книга називається „Діамантова сутра”. Вона була виготовлена в 868 р., а вперше виявлена в 1900 р. в „Печері тисячі будд” у Дунхуані (Західний Китай). Книга містить повідомлення, що вирізав її майстер Чи Ван і надрукував „заради згадування покійних батьків своїх”. 
У Європі ксилографічний друк з’явився після Хрестових походів. Його появі та розквіту сприяла масова потреба в паперових грошах, друкованих іконах та папських індульгенціях, а також у гральних картах.
Одним з відомих ксилографічних видань у Європі була „Біблія бідних”, розповсюджена в епоху Середньовіччя. Вона була на широкоформатних аркушах із зображенням біблійних сцен і персонажів з пояснювальними написами. Певний час ксилографічні книги були широко поширені, однак до середини XVI століття вони зійшли з книжкового ринку.
Книгодрукування в Європі виникло в середині XV ст. Близько 1440 року складальний друк винайшов Йоганн Гутенберг, а друк першої книги – Біблії – був закінчений у 1456 році. Новий спосіб розповсюдився дуже швидко і ознаменував початок „ери Гутенберга”.
Друга половина XV ст. була часом тріумфального поширення книгодрукування у Європі – Італія (1465), Швейцарія (1468), Франція, Угорщина, Польща (1470), Англія, Чехія (1476), Австрія, Данія тощо. Книги, видані по 31 грудня 1500 року, прийнято називати інкунабули (лат. „у колисці”, тобто у колисці книгодрукування). Європейські книги, надруковані з 1501 по 1550 рік включно, зазвичай іменуються палеотипи, тобто старовинні видання. Загалом до 1500 року в Європі було видано понад десять мільйонів примірників книг, в тому числі і слов’янською мовою.
Перша книжка українського автора Юрія Котермака (Дрогобича) (бл. 1450-1494) – відомого діяча Відродження, українського вченого, гуманіста, поета, доктора медицини та філософії, ректора Болонського університету, професора астрономії та медицини Краківського університету – була видана в 1483 році у Римі латинською мовою і мала назву „Прогностична оцінка поточного 1483 року”.
Перша друкована книга на теренах України – „Апостол” – видана у лютому 1574 Іваном Федоровим (бл.1510-83) у Львові. У тому ж році він випустив перший друкований підручник – „Азбуку”. У 1580-81 роках в Острозі Іван Федоров видав першу повну слов’янську Біблію („Острозька Біблія”).
Винайдення друкарського верстата пришвидшило процес створення книг, збільшило можливості доступу до них масового читача і розширило коло грамотних людей. 
Поява книгодрукування спричинила величезний вплив на розвиток тогочасної європейської цивілізації. Вважається, що Ренесанс та його вплив на суспільство залежали не стільки від генія його представників, скільки від доступності інформації. Розповсюдження та зростання впливу Реформації були б неможливі без книгодрукування (наприклад, лише між 1517 та 1520 роками тираж книг Мартіна Лютера досяг 300 тис.). 
Винахід Гутенберга залишався практично незмінним до початку XIX ст. Створення у 1814  друкарської машини поклало початок сучасній поліграфії.